# Chamoidea
Super-famille
Familles de rang inférieur
- Chamidae

Les Chamoidea sont une super-famille de mollusques bivalves.

## Liste des familles
Selon ITIS (1 juin 2016), NCBI (1 juin 2016) et World Register of Marine Species (1 juin 2016) :
- famille Chamidae Lamarck, 1809